# Al servicio de la mujer española
Al servicio de la mujer española es una película de género dramático dirigida por Jaime de Armiñán y estrenada en el año 1978 en Eastmancolor y formato panorámico.

## Argumento
La película narra la vida cotidiana de Irene Galdós, una locutora de un consultorio sentimental en una modesta radio local.  Se muestra su desgaste profesional, cuyo detonante son las cartas de una mujer que firma como ‘Soledad’, que llega a solicitar una entrevista en el programa.

## Premios
34.ª edición de las Medallas del Círculo de Escritores Cinematográficos
| Categoría               | Candidato     | Resultado |
| ----------------------- | ------------- | --------- |
| Mejor actriz            | Marilina Ross | Ganadora  |
| Mejor actriz de reparto | Amparo Baró   | Ganadora  |